# هليون بحري
هليون بحري ويعرف أيضاً بإسم هليون ماريتيموس (الإسم العلمي:Asparagus maritimus)، هو نبات شوكي معمر كثيف من جنس الهليون، موطنه الأصلي جنوب أوروبا والبحر الأبيض المتوسط.
وهو ثنائي المسكن، حيث تحمل الأزهار المذكرة والمؤنثة على نباتات منفصلة.

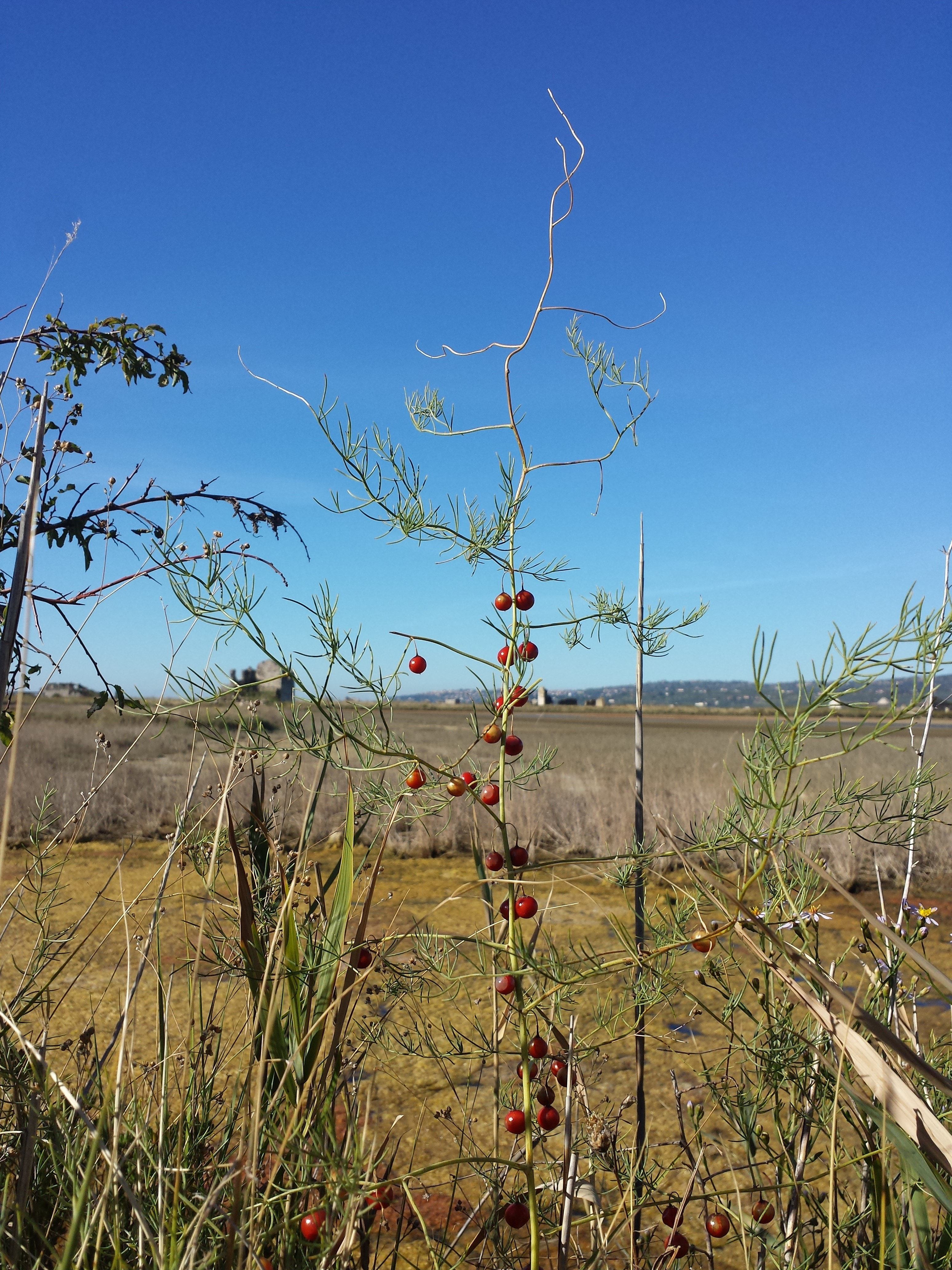
صوى من نبات الهليون البحري

الهليون البحري ساق النبات صالح للأكل، ينمو في التربة الرملية الرطبة جيدة الصرف وبخاصة في المناطق الساحلية للبحر الأبيض المتوسط.